# 후쿠오카현도 제80호선
80번 후쿠오카현도(일본어: 福岡県道80号甘木朝倉田主丸線→후쿠오카현도 80호 아마기아사쿠라-다메시마루선)는 후쿠오카현 아사쿠라시에서 구루메시까지 이어주는 일본의 현도이자 주요 지방도다.

## 개요
이 도로의 기점은 아사쿠라시의 아키즈키번이 존속해 있던 곳임에도 불구하고, 시내에서의 이동하기가 다소 어렵고 불편한 곳들이 산재해 있다.

### 노선 정보
- 기점: 후쿠오카현 아사쿠라시 아키즈키 (이곳에서는 322번 국도(일본어판)의 구도와 교차하고, 66번 후쿠오카현도(일본어판)의 종점이 되는 곳)
- 종점: 후쿠오카현 구루메시 다누시마루정 다카토리 (히노쿠치 교차로이지만, 이 일대에서는 210번 국도와 교차함)

## 연혁
- 1993년 5월 11일: 기존의 현도인 아마기아사쿠라 다메시마루 선을 주요 지방도로 승격 및 전환됨과 동시에 주요 지방도 아마기아사쿠라 다메시마루 선으로 지정.

## 지리

### 통과하는 지자체
- 아사쿠라시
- 우키하시
- 구루메시

### 통과하는 도로
- 고속도로: 오이타 자동차도
- 일반 국도: 다음과 같음.
  - 322번 국도
  - 500번 국도
  - 386번 국도
  - 210번 국도
- 현도: 다음과 같음.
  - 66번 후쿠오카현도
  - 509번 후쿠오카현도
  - 585번 후쿠오카현도
  - 586번 후쿠오카현도
  - 14번 사가현도·후쿠오카현도
  - 81번 후쿠오카현도

### 주요 연선
- 아키즈키성(일본어판)
- 지쿠고강